# 維亞洛澤羅湖

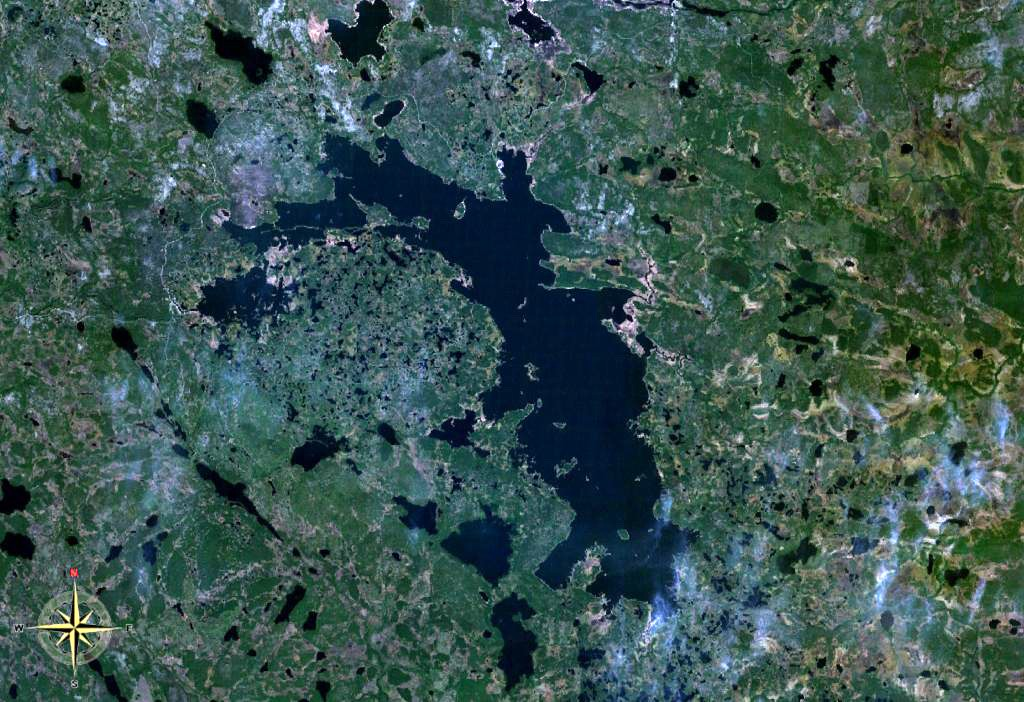
維亞洛澤羅湖

維亞洛澤羅湖是俄羅斯的大型淡水湖，位於摩爾曼斯克州內的科拉半島南部，海拔高度121米，面積98.6平方公里，湖水主要來自融雪和雨水，經維亞拉河流出湖泊，在每年10月下旬至11月開始結冰，直至翌年5月下旬至6月。
66°50′23″N 35°10′22″E / 66.83972°N 35.17278°E